# Микитась Максим Вікторович
Макси́м Ві́кторович Микита́сь (нар. 13 вересня 1980, Прип'ять, УРСР) — народний депутат України VIII скликання, керівник корпорації «Укрбуд» (2010—2016), депутат Київської міської ради VII скликання (2014—2015), фігурант десяти антикорупційних розслідувань, віцепрезидент Академії будівництва України, кандидат економічних наук.

## Життєпис
Народився 13 вересня 1980 року в Прип'яті Чорнобильського району Київської області в родині енергетиків. Батьки працювали на Чорнобильській АЕС. Після аварії на ЧАЕС в шестирічному віці переїхав з батьками до Києва.

### Освіта
- 1997 — з відзнакою закінчив київську середню школу № 286.
- 2002 — з відзнакою закінчив Київський економічний університет за спеціальністю «Фінанси та кредит». Здобув кваліфікацію магістра з фінансового менеджменту[3]
- 2003 — став сертифікованим фахівцем з управління проєктами категорії «Д» (сертифікат Української асоціації управління проєктами «УКРНЕТ»).
- 2013 — отримав ступінь кандидата економічних наук за спеціальністю «Економіка та управління підприємствами (економіка будівництва)» в Київському університеті будівництва і архітектури.
- 2014 — відзнакою закінчив Національну академію державного управління при Президентові України. Здобув кваліфікацію магістра управління суспільним розвитком.[3]

### Кар'єра та підприємницька діяльність
У декларації за 2017 рік Микитась вказав, що веде бізнес у Британії, Естонії, Кореї та Белізі.
- Трудову діяльність почав 2002 року економістом з фінансової роботи групи управління проєктом «Армянськ» і групи управління проєктом «Титан і Каборга» в ВАТ «Південтеплоенергомонтаж».
- 2004—2007 — заступник голови правління з економіки та фінансів, а також голови правління ВАТ «БМУ Київської ТЕЦ-6».
- 2007—2010 — гендиректор і директор будівельних організацій ТОВ "БК «Укрбудмонтаж» і ПрАТ «Київсоцбуд».
- З червня 2010 до серпня 2016 року — президент «Укрбуду». Керуючи компанією Микитась зробив акцент на будівництві квартир економ-класу.[5]. Також «Укрбуд» виступав підрядником ЄБРР при будівництві об'єкту «Укриття-2» на ЧАЕС.[6] Частина об'єктів, будівництвом яких займалися компанії пов'язані з Микитасем, були замішані у корупційних скандалах.[7][8][9][10]

### Політика
- Червень 2014 — депутат Київської міськради. Пройшов як безпартійний за списком партії «УДАР». Увійшов до складу фракції «УДАР-Солідарність». У Київраді став заступником голови комісії з питань містобудування, архітектури та землекористування. У жовтні 2015 року напередодні чергових місцевих виборів в Києві депутат заявив, що не балотуватиметься на наступний термін[11].
- 17 липня 2016 — на виборах до Верховної Ради обраний народним депутатом. Пройшов самовисуванцем за одномандатним виборчим округом № 206 (Чернігівська область). Набрав 31,45 % голосів. 8 серпня 2016 року під час засідання Кабінету міністрів звільнений з посади президента корпорації «Укрбуд» у зв'язку з обранням народним депутатом[12].
- 17 серпня 2016 року ЦВК зареєструвала Микитася народним депутатом[13].
- 19 вересня 2017 — увійшов в депутатську групу «Воля народу», яка через недостатню кількість членів перебувала на межі розпуску[14]

#### Релігійні погляди
Микитась жертвував кошти РПЦвУ та отримував ордени у знак подяки, у 2015 році за власні кошти побудував недільну школу для РПЦвУ при Свято-Вознесенському храмі в Голосіївському районі Києва.

## Статки
У 2017 році задекларував із дружиною 335 млн грн доходу. Окрім того, задекларовано 2 земельні ділянки, будинок (103,8 м2) у Києві, а також автомобіль Mercedes-Benz S500 2013 року за 2,6 млн грн та Land Rover Range за 5,2 млн грн. У декларації вказав, що є бенефіціаром трьох компаній:
- ТОВ «Укрбуд Інвест»;
- ТОВ «Укрбуд Девелопмент», засновник «Укрбуд Інвест»;
- Bazert Development LLP, британська фірма, власник ТОВ «Укрбуд Девелопмент».

## Розслідування
Під час виборів до ВР 2016 року став партнером благодійного фонду мера Чернігова Атрошенка «Поліський оберіг», який використовувався в ході передвиборчої кампанії.
2017 року у ЗМІ здобула резонанс новина про покупку Микитасем автомобіля Land Rover за 5 млн грн.
Микитася також пов'язують з його колишнім однопартійцем та мером Києва Віталієм Кличком, зокрема видання Радіо свобода («Схеми») приписує Микитасю непрозоре фінансування приватного перельоту мера Києва 2017 року. Втім, Микитась заявив, що під час спільного польоту з Кличком оплачував лише свої місця в літаку. Пізніше мер також продемонстрував документи, які свідчать, що він сам заплатив за свій квиток компанії, яка не має зв'язків з Микитасем.

### Реконструкція Шулявського шляхопроводу
2018 року розслідування «Схем» вказало на участь фірм Микитася в тендері на реконструкцію Шулявського шляхопроводу, який, за даними журналістів, відбувся зі значними порушеннями. Згодом в компанії «Північно-український будівельний альянс», яка виграла тендер, заявили, що не вступали у змову з іншими учасниками торгів і надали пояснення Антимонопольному комітетові України.

### Побиття голови сільради Любеча
У липні 2019 року Микитась увірвався на засідання селищної ради на Чернігівщині, напавши на голову сільради Любеча Сергія Пінчука. За три місяці, 24 вересня 2019-го, йому було оголошено про підозру в хуліганстві. В грудні розслідування було закінчено, матеріали надіслано Микитасеві для ознайомлення перед передачею звинувачувального акту до суду. 18 січня 2023 року прокурор САП скерував обвинувальний акт до суду.

### Заволодіння нерухомістю Нацгвардії
До 2016 року Максим був керівником держкорпорації «Укрбуд», яка за інформацією журналістів-розслідувачів видання Радіо свобода («Схеми»), є своєрідною парасолькою для різноманітних офшорних компаній, що замішані у скандальних забудовах в Україні. За інформацією журналістів-розслідувачів ZIK (Наші гроші), квартири у київському ЖК «Верховина», який будував «Укрбуд» на той час під керівництвом Микитася, було продано звичайним громадянам. Водночас, замовник будівництва — ГУ МВС у Києві до цього заявляв, що житло на 100 % буде передане «особовому складу, у тому числі тим, хто бере участь у АТО». Після виходу сюжету в ефір в «Укрбуд» пояснили, що будівництво здійснюється виключно за рахунок інвесторів, і за умовами укладеного інвестиційного договору замовнику належить лише частина квартир, а інша — інвестору, який повністю фінансує будівництво. Тому замовник має право розпоряджатися на власний розсуд виключно своєю часткою. У тому числі передати всі 100 % приналежних йому квартир співробітникам органів внутрішніх справ та учасникам АТО.
Антикорупційне бюро підозрює Максима в тому, що він через підконтрольні йому будівельні компанії, разом з екскомандувачем Нацгвардії Юрієм Аллеровим та іншими особами, організував схему з заволодіння нерухомістю Національної гвардії. Остання мала отримати 50 квартир та 30 паркомісць в житловому комплексі на Печерську в обмін на земельну ділянку площею 1 га в центрі Києва, але згідно з додатковими угодами 2016—2017 рр. Нацгвардія відмовилася від квартир і паркомісць, отримавши натомість 65 квартир у будинку, що та ж компанія будувала на околиці Києва (біля станції метро Червоний хутір).
8 жовтня 2019 року Микитасеві було призначено запобіжний захід у вигляді застави у 5,5 млн грн. 25 жовтня за нього було внесено 80 млн грн застави і на цій підставі випущено з СІЗО, йому було одягнено електронний браслет. Згодом браслет було знято, а Микитасеві дозволено виїзд за кордон, але 20 січня 2020 року браслет було одягнено повторно, також повторно заборонено виїзд за кордон. 11 грудня в житлі Микитася було проведено обшук, ГПУ вирішувало питання щодо накладення арешту на майно політика, включно з тим, що було виявлено під час обшуків. 25 грудня ВАКС подовжив йому запобіжний захід у вигляді підписки про невиїзд до 14 лютого 2020 року. 20 січня його було знято з рейсу до Британії та конфісковано закордонний паспорт. 8 липня Вищий антикорупційний суд залишив Микитася під вартою, відмовивши захисту у клопотанні про перевід його під домашній арешт. 2 грудня 2020 року Микитась відшкодував 50 млн грн збитків у справі про аферу. При цьому, загальна сума збитку була визначена на рівні 81,64 млн грн. Коли 31 грудня Микитась не прийшов на засідання Шевченківського суду Києва, що мав розглянути запобіжний захід, слідчий суддя Наталія Аббасова дозволила його примусовий привід на засідання.
Микитась пішов на угоду зі слідством, його відпустили під домашній арешт.

### Відмивання грошей
11 грудня 2019 року ДБР провело обшуки у Микитася в рамках справи відмивання 200 млн грн доходів. Микитась 2016 року підробив документи, зокрема договір купівлі-продажу цінних паперів та корпоративних прав. 20 грудня слідчі ДБР виявили 6 елітних авто Микитася, згідно з рішенням Печерського суду Києва на них було накладено арешт.
8 травня 2020 року САП попросила ВАКС змінити запобіжний захід Микитасеві на тримання під вартою із можливістю внесення завдатку розміром 100 млн грн. Максим не вніс застави, і 14 травня його було відправлено під домашній арешт.

### Ядерні хабарі
28 вересня 2020 року Детективи НАБУ за погодження прокурорів САП повідомили про підозри колишньому народному депутату Максиму Микитасю та керівнику відокремленого структурного підрозділу ДП "НАЕК «Енергоатом» Ігорю Орлову у справі щодо так званих «ядерних хабарів».
За матеріалами кримінального провадження, «посадовець НАЕК „Енергоатом“ у 2017 році забезпечив перемогу будівельної фірми, підконтрольній на той час народному депутату, на тендері зі спорудження Централізованого сховища відпрацьованого ядерного палива вартістю понад 1 мільярд гривень (сума контракту за основним та додатковими угодами). Натомість народний обранець віддячив за це, забезпечивши родину директора підрозділу держпідприємства безоплатними квартирами в житлових комплексах, що споруджувала на території м. Києва інша фірма депутата».

### Викрадення людини та вимагання грошей
Микатася підозрювали в організації викрадення юриста Олега Мирошніченка, в січні 2021 Мирошніченко звинуватив Микатася в підготовці інших викрадень, в тому числі й мера Чернігова Владислава Атрошенко. Микитась звинувачується в участі у замовному викраденні людини та вимаганні $800 тис. 8 грудня 2020 року четверо невідомих у Києві викрали адвоката з власного авто і кілька годин тримали його в заручниках, змусивши його написати боргову розписку на $800 тис. За даними поліції, замовником злочину був Микитась.
31 грудня 2020 Шевченківський суд Києва обрав Микитасю запобіжний захід у справі про замовне викрадення людини — утримання під вартою до 27 лютого. 12 березня 2021 року Микитася випустили з СІЗО, замінивши йому запобіжний захід на нічний домашній арешт.

### Хабар міському голові Дніпра
18 жовтня 2022 року НАБУ оголосило Микитасю підозру у спробі підкупу мера Дніпра Бориса Філатова за 22 млн євро. За даними слідства, він намагався підкупити Філатова, щоб із підконтрольними компаніями укласти контракт із будівництва метрополітену в Дніпрі поза конкурсом.

### Вихід під заставу
11 липня 2023 року ВАКС продовжив Микитасю тримання під вартою до 8 вересня, але зменшив заставу із 40 до 20 млн грн. Рішення ухвалили судді ВАКС Воронько, Біцюк і Михайленко
21 липня 2023 року Микитась попросив дозволу з 2 по 7 серпня поїхати до Івано-Франківської і Львівської областей за сімейними обставинами. Прокурор САП не заперечував, судді дозволили Микитасю залишити Київ на 6 днів. Наступне засідання в цій справі призначене на 4 серпня.

### Підозра у привласненні коштів Міністерства оборони
25 жовтня 2023 року Спеціалізована антикорупційна прокуратура та Національне антикорупційне бюро повідомили Микитасю про підозру в заволодінні коштами Міністерства оборони. За даними слідства, у 2018 Міноборони уклало договори з компаніями, підконтрольними тодішньому парламентарю, контракти на будівництво складів для зберігання ракет та боєприпасів на суму близько 3 мільярда гривень. Будівництво мали завершили до 2021 року.
Вищий антикорупційний суд відправив колишнього депутата під домашній арешт у листопаді 2023 року, а вже 30 квітня 2024 року вищий антикорупційний суд змінив запобіжний захід з домашнього арешту на заставу у розмірі 908 тисяч гривень.

## Благодійна діяльність
- 2014 року передав близько 20 автомобілів (декілька вживаних позашляховиків та вантажний транспорт радянського зразку) в зону АТО[57].
- Підтримує команду із сидячого волейболу для інвалідів «Славутич», що вигравала чемпіонати України та турніри в країнах Балтії[58].

## Звання та нагороди
- Почесна грамота Кабміну та Почесна грамота Київської міської адміністрації — «за вагомий внесок у розвиток будівельної галузі, багаторічну сумлінну працю та високий професіоналізм» (2013)[59]
- Титул «Людина року — 2014» в номінації «Бізнесмен року» проєкту «Людина року» (2015)[60][61]

## Сім'я
- Батько — Віктор Григорович Микитась (25 травня 1946 року — 30 березня 2016 року.[62], народився в Жовтих Водах, Дніпропетровська область) — ексголова наглядової ради ПрАТ «Укренергомонтаж». Почесний енергетик України, нагороджений орденами Трудового червоного прапора та «Знак пошани». На момент вибуху четвертого енергоблоку ЧАЕС 26 квітня 1986 був головним інженером. Із перших днів керував операцією по локалізації аварії. 29 листопада 2016 року указом Президента України № 524 посмертно нагороджений орденом «За заслуги» III ступеня[63].
- Мати, Лідія Григорівна Микитась (Красножон) (народилася 8 листопада 1950 року), на момент аварії також працювала на ЧАЕС. Після вибуху її з шестирічним Максимом евакуювали до Києва.
- Одружений, виховує двох доньок. Захоплюється спортом, музикою, грає на гітарі.

### Інтерв'ю
- Игорь Маслов, Максим Микитась: «Моя задача — защитить киевлян от недобросовестных застройщиков» [Архівовано 18 серпня 2014 у Wayback Machine.](рос.) // СЕГОДНЯ, 13 серпня 2014
- Виталий Кравченко, Президент «Укрбуда» Максим Микитась: «90% скандалов — это шлейф от „Солнечной Ривьеры“» [Архівовано 31 липня 2018 у Wayback Machine.](рос.) // forbes.net.ua, 19.01.2016